# Fratelli Pang
Danny Pang Fat (Hong Kong, 1965) e 
Oxide Pang Chun (Hong Kong, 1965) sono due fratelli gemelli cinesi, entrambi sceneggiatori e registi.
Particolarmente attivi nel settore horror, i fratelli Pang sono gli autori di alcuni dei film di maggior successo in patria e all'estero come The Eye. 
Dopo varie esperienze avute individualmente, il loro lavoro primo lavoro insieme è stato Bangkok Dangerous, del 1999, un film di azione diventato un piccolo cult. Nel 2000 con The Eye ottengono un enorme successo di pubblico e di critica. Il film viene trasmesso nei cinema degli Stati Uniti e d'Europa ottenendo un discreto successo, e di esso ne sono stati realizzati alcuni remake, tra cui The Eye del 2008, con protagonista Jessica Alba. Inoltre il film ha avuto due seguiti The Eye 2 e The Eye Infinity
È proprio grazie al successo di questi film che i fratelli Pang hanno l'opportunità di lavorare negli Stati Uniti, dove girano il loro film ad alto budget The Messengers nel 2007. Nel 2008 realizzano il remake di Bangkok Dangerous, dal titolo Bangkok Dangerous - Il codice dell'assassino con protagonista Nicolas Cage, film uscito nelle sale italiane solo nel 2010. Nel 2013 i fratelli Pang realizzano il film catastrofico Out of Inferno.

## Filmografia

### Fratelli Pang
- Bangkok Dangerous (1999)
- The Eye (2002)
- Sung horn (2003)
- Ab-normal Beauty (2004)
- The Eye 2 (2004)
- The Eye Infinity (2005)
- Re-cycle (2006)
- The Messengers (2007)
- Bangkok Dangerous - Il codice dell'assassino (2008)
- Seven 2 One (2009)
- The Storm Warriors (2009)
- The Child's Eye (2010)
- Out of Inferno (2013)

### Oxide Pang
- Who Is Running? (1997)
- Bangkok Haunted (2001)
- One Take Only (Som and Bank: Bangkok for Sale) (2003)
- The Tesseract (2003)
- Ab-normal Beauty (2004)
- Diary (2006)
- The Detective (2007)
- The Detective 2 (2011)
- Sleepwalker (2011)
- The Big Call (2017)

### Danny Pang
- 1+1=0 (Nothing to Lose) (2002)
- Leave Me Alone (2004)
- Forest of Death (2006)
- In Love with the Dead (2007)